# Crotalaria hainanensis
Crotalaria hainanensis là một loài thực vật có hoa trong họ Đậu. Loài này được C.C.Huang miêu tả khoa học đầu tiên.